# نادي جامعة العلوم التطبيقية لكرة السلة
نادي جامعة العلوم التطبيقية الخاصة لكرة السلة  ناد كرة سلة أردني تأسس عام 2006 واستطاع فرض نفسه على الساحة الأردنية لكرة السلة. يتبع النادي لجامعة العلوم التطبيقية التي يحمل اسمها.
انضم النادي للاتحاد الأردني لكرة السلة وشارك بفريقه الأول وحصل على بطولة أندية الدرجتين الأولى والثانية لموسم 2007 وبذلك أصبح النادي ضمن أندية الدرجة الممتازة و شارك ببطولات الفئات العمرية 14 سنة 16سنة 18سنة  ودوري كاس الأردن لموسم 2007 . كما شارك النادي ببطولات موسم 2008 بكافة الفئات العمرية 13 15 17 19 سنة وكاس الأردن وبطولة الدرجة الممتازة . تم ترشيحه للمشاركة ببطولة الأندية العربية التي أقيمت في بيروت وحصل على المركز الثالث عربياً . 
في 31 يناير 2015 اتخذ مجلس إدارة الفريق قرارا بشكل نهائي ولا رجعة فيه بإغلاق النادي وتجميد نشاطات كرة السلة للفئات جميعها وذلك على خلفية الأحداث التي رافقت مباراة الفريق أمام النادي الأرثوذكسي في الجولة الختامية لبطولة المربع الذهبي. 

## اللاعبون
ملاحظة: تشير الأعلام إلى المنتخب الوطني على النحو المحدد في قواعد الأهلية للفيفا. قد يحمل اللاعبون أكثر من جنسية واحدة غير تابعة للفيفا.
| الرقم | البلد  | المركز | اللاعب           |
| ----- | ------ | ------ | ---------------- |
| 10    | الأردن |        | عبد الله ابوقورة |
| 4     | الأردن |        | احمد الدويري     |
| 15    | الأردن |        | ايمن دعيس        |
| 10    | الأردن |        | فضل النجار       |
| 6     | الأردن |        | نضال الشريف      |

| الرقم | البلد            | المركز | اللاعب                 |
| ----- | ---------------- | ------ | ---------------------- |
| 8     | الولايات المتحدة |        | دوبي كوينسي            |
| 9     | الولايات المتحدة |        | روبرت كريستوفر دانييلز |
| 11    | الأردن           |        | وسام الصوص             |
| 13    | الأردن           |        | موسى العوضي            |
| 5     | الأردن           |        | محمد شاهر              |

## المشاركات
استطاع النادي التعاقد مع بعض نجوم السلة الأردنية أمثال زيد عباس وإسلام عباس ونضال الشريف وعبد الله أبو قورة بالإضافة إلى فيصل النسور وآخرين. فرض نادي التطبيقية سيطرة مطلقة على دوري الجامعات الأردنية لعدة أعوام. شارك في كأس الأردن لأول مرة في موسم 2007/2008 وكانت النتائج مقبولة وشارك لأول مرة في الدوري الأردني الممتاز لكرة السلة في موسم 2008/2009.